# Mikkel Hope
Mikkel Hope, né le 8 août 2006 en Norvège, est un footballeur norvégien, qui évolue au poste d'arrière droit au FK Haugesund.

## Biographie

### En club
Né en Norvège, Mikkel Hope joue pour le IL Trott et le Stord IL avant de rejoindre le FK Haugesund. Le 29 juillet 2022, il signe son premier contrat professionnel avec le club.
Il joue son premier match en professionnel le 30 avril 2023, lors d'une rencontre d'Eliteserien, l'élite du football norvégien contre le Sarpsborg 08 FF. Il entre en jeu à la place de Mads Sande et les deux équipes se neutralisent (0-0 score final).
Le 3 août 2024, Hope inscrit son premier but en professionnel lors d'une rencontre de championnat face au FK Bodø/Glimt. Cette réalisation permet à son équipe de prendre l'avantage au score mais le FK Haugesund est finalement battu par quatre buts à deux ce jour-là,.

### En sélection
Mikkel Hope représente l'équipe de Norvège des moins de 17 ans de 2022 à 2023 pour un total de douze matchs joués.